# Трюдо, Джастин
Джа́стин Пьер Джеймс Трюдо́ (Жюстен Трюдо, фр. Justin Pierre James Trudeau; род. 25 декабря 1971, Оттава) — канадский государственный и политический деятель, премьер-министр Канады с 4 ноября 2015 по 14 марта 2025 года, лидер Либеральной партии Канады (2013—2025).
Старший сын пятнадцатого премьер-министра Канады Пьера Эллиота Трюдо. После того как возглавляемая Трюдо Либеральная партия Канады одержала победу на парламентских выборах 2015 года, он стал вторым среди самых молодых премьер-министров в истории Канады (после Джо Кларка, который вступил в должность за день до своего 40-летия в 1979 году).

## Биография
Джастин Трюдо, родившийся в декабре 1971 года в семье Пьера Эллиота Трюдо, стал вторым в истории Канады ребёнком, родившимся в семье действующего премьер-министра страны.
В апреле 1972 года, когда Джастину не исполнилось и года, на приёме в Национальном центре искусств в Оттаве президент США Ричард Никсон (не ладивший с Пьером Трюдо и называвший свой визит «бессмысленной тратой времени») поднял тост за мальчика, которому его супруга Пэт Никсон подарила игрушечного Снупи: «За будущего премьера Канады, за Джастина Пьера Трюдо»[значимость факта?].
Родители Джастина развелись, когда мальчику было 6 лет, после чего он и его младшие братья Александр и Мишель жили с отцом — первоначально в Оттаве, в резиденции премьер-министра Канады на Сассекс-драйв, 24. После того, как Пьер Трюдо оставил политику (в это время Джастину было 12 лет), он перевёз сыновей в Монреаль. Там Джастин окончил ту же среднюю школу, что и отец — коллеж Жан-де-Бребёф. После окончания средней школы получил степень бакалавра в области английской литературы в Университете Макгилла (в 1994 году) и бакалавра педагогики в Университете Британской Колумбии (в 1998 году).
Некоторое время проработав учителем на замену в Кокуитламе, нашёл постоянную работу учителя в частной школе в Ванкувере, Академии Вест Пойнт Грей, где преподавал французский язык и математику. Позже преподавал в публичной средней школе имени Уинстона Черчилля, также в Ванкувере.
В 1998 году младший брат Джастина Мишель Трюдо погиб в снежной лавине в горах Британской Колумбии, а два года спустя умер от рака предстательной железы Пьер Трюдо. После этого в прессе начали появляться предположения, что Джастина ждёт карьера в политике. В 2002 году он вернулся из Ванкувера в Монреаль, где изучал сначала инженерное дело в Политехнической школе Монреаля, а затем географию окружающей среды в Университете Макгилла, но не окончил учёбу ни по одной из этих специальностей.

## Общественная деятельность

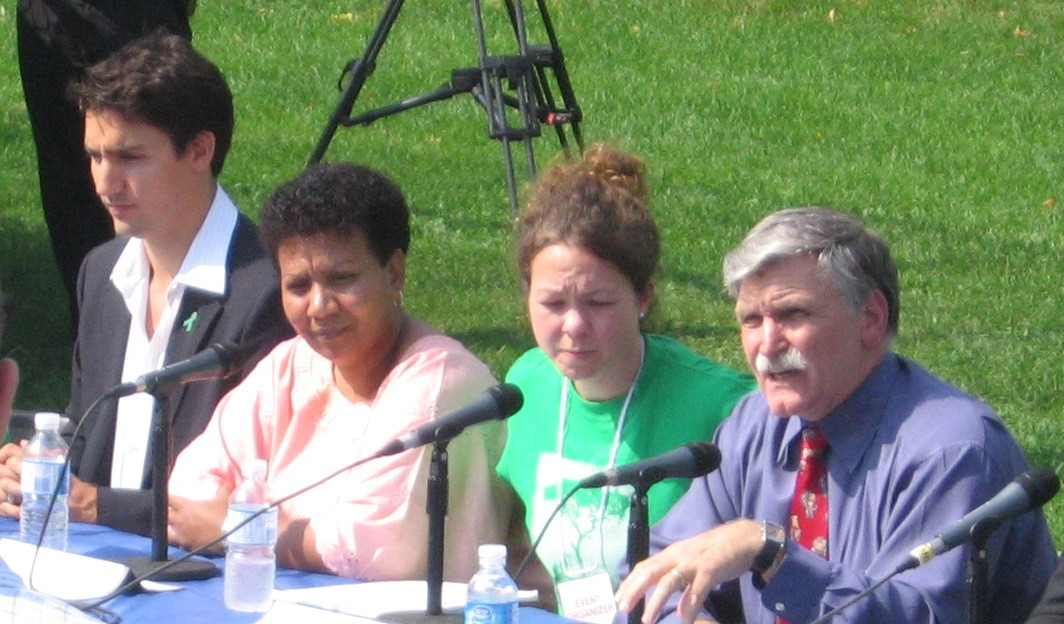
Трюдо (первый слева) на митинге, посвящённом Дарфурскому кризису, 2006 год

После гибели Мишеля Трюдо в лавине семья Трюдо начала в 2000 году кампанию за безопасность лыжников. В рамках этой кампании Джастин стал президентом Канадского лавинного фонда (англ. Canada Avalanche Foundation) и участвовал в основании Канадского центра помощи жертвам лавин. Он также входил в совет директоров молодёжной волонтёрской службы «Катимавик», позже заняв пост её президента.
В 2005 году боролся против запланированного проекта добычи цинка стоимостью 100 миллионов долларов, поскольку тот угрожал загрязнением реке Саут-Наханни в Северо-Западных территориях, объекта Всемирного наследия ЮНЕСКО.
В 2006 году вместе с Ромео Даллером провёл в Торонто крупное мероприятие, призывавшее Канаду принять участие в разрешении Дарфурского кризиса. В 2008 году выступил на митинге Me to We в Торонто, проводившемся организацией «Свободу детям», с призывом к молодёжи активнее участвовать в политической жизни.

## Начало политической карьеры
В Либеральной партии практически всегда поддерживал альтернативных высшему руководству политиков — не считая бывшего премьер-министра Джона Тёрнера, которого поддерживал с 17-летнего возраста (1988 год).

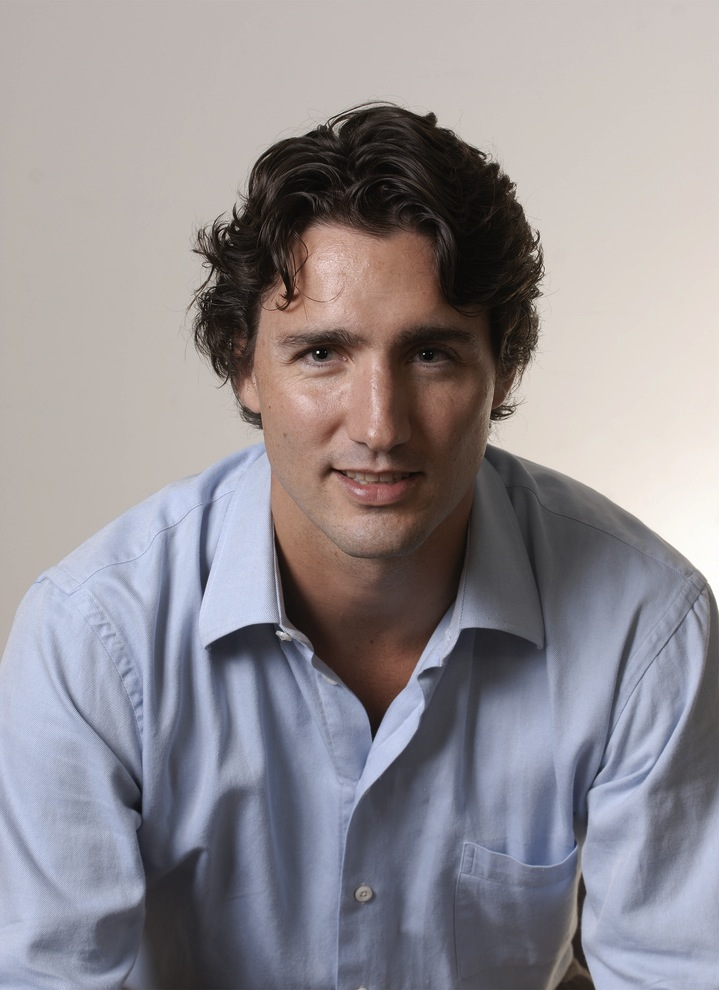
Трюдо в 2008 году

Стал широко известен после произнесения яркой речи на похоронах своего отца в 2000 году. После поражения либералов на парламентских выборах 2006 года, предложил свои услуги Тому Аксуорти — бывшему секретарю Пьера Трюдо и главе Комиссии по обновлению Либеральной партии. Был назначен председателем рабочей группы по молодёжным делам в составе этой комиссии. На выборах лидера партии в том же году вначале оказал поддержку Джерарду Кеннеди, а после того, как тот снял свою кандидатуру, — будущему победителю внутрипартийных выборов Стефану Диону. В 2007 году провёл успешную предвыборную кампанию в монреальском округе Папино, победив в борьбе за партийную номинацию соперника, поддерживаемого истеблишментом Либеральной партии.
В 2008 году стал депутатом Палаты общин, с небольшим перевесом победив кандидата Квебекского блока Вивиан Барбо. Победил в том же округе на выборах 2011 года, несмотря на разгромное поражение Либеральной партии, потерявшей более половины мест в парламенте и впервые уступившей Новой демократической партии роль официальной оппозиции.
В своём первом созыве Палаты общин с 2009 года (когда лидером партии стал Майкл Игнатьев) Трюдо выполнял обязанности официального критика по делам молодёжи и мультикультурализма, а позже — по делам молодёжи, гражданства и иммиграции. После тяжёлого поражения либералов в 2011 году и отставки Игнатьева с поста партийного лидера усилились призывы к Трюдо-младшему выдвинуть свою кандидатуру на этот пост. Критики указывали на отсутствие у молодого парламентария политического опыта и выражали сомнения в его интеллектуальных способностях. Несмотря на это, 2 октября 2012 года Трюдо официально присоединился к числу кандидатов на должность лидера Либеральной партии; даже само это выдвижение, как подчёркивает Канадская энциклопедия, привело к улучшению положения партии в опросах общественного мнения.

## Лидер Либеральной партии и премьер-министр Канады

### Избрание
14 апреля 2013 года избран лидером Либеральной партии Канады, получив на внутрипартийных выборах более 80 % голосов зарегистрированных членов и сторонников партии. В роли партийного лидера прилагал усилия к ликвидации внутренних конфликтов, связанных с противостоянием бывших премьер-министров Жана Кретьена и Пола Мартина. Трюдо хорошо проявил себя в публичных выступлениях и в рамках кампаний по сбору пожертвований (только за 2014 год доходы партии от сборов пожертвований возросли на 40 % и вдвое превзошли сборы НДП). На протяжении большей части 2014 и в начале 2015 года Либеральная партия получала наибольший процент поддержки в опросах общественного мнения, обходя как правящую партию, так и занимавшую нишу официальной оппозиции НДП. Однако политические противники продолжали рассматривать Трюдо как дилетанта.
В мае 2015 года решение Трюдо поддержать внесённый в парламент консерваторами законопроект о борьбе с террором отрицательно сказалось на рейтинге либералов, снова опустившихся в опросах общественного мнения на третье место. Вскоре после этого премьер-министр Стивен Харпер объявил о проведении досрочных выборов, назначив их на 19 октября 2015 года. Предвыборная кампания 2015 года, длившаяся больше двух месяцев, стала самой длинной в истории Канады. На протяжении кампании состоялись пять предвыборных дебатов между лидерами ведущих партий, в которых Трюдо, несмотря на малый опыт, успешно противостоял Харперу и лидеру официальной оппозиции Тому Малкэру. Накануне выборов либералы обещали финансировать обновление инфраструктуры за счёт принятия государственного бюджета с небольшим дефицитом, легализовать марихуану и принять десятки тысяч сирийских беженцев.

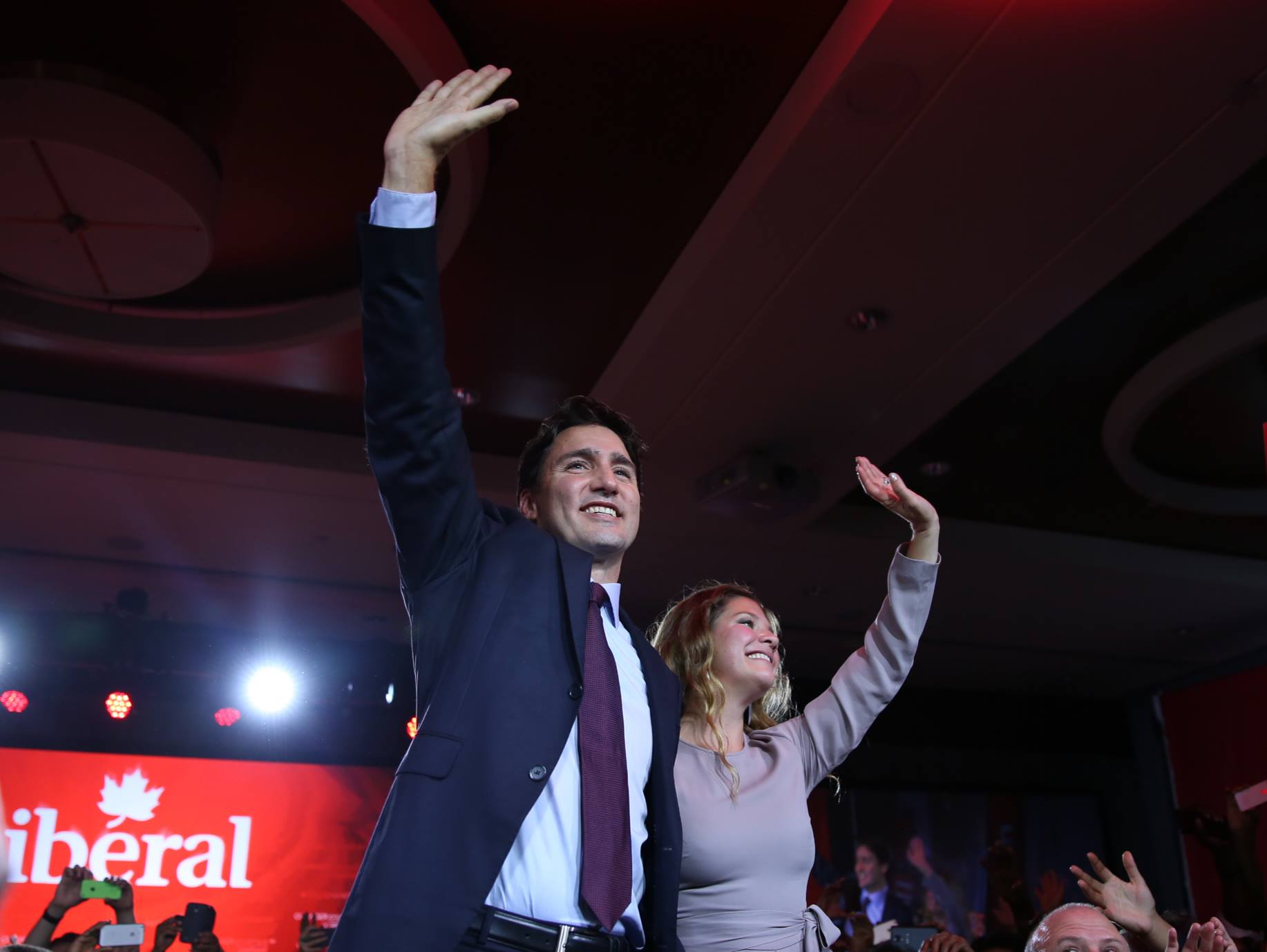
Джастин и Софи Трюдо 19 октября 2015 года

Как консерваторы, так и новые демократы в августе 2015 года запустили на телевидении предвыборные ролики, согласно которым у Трюдо не было опыта и способностей для поста премьер-министра, однако это принесло неожиданный результат: поскольку ожидания от лидера Либеральной партии были крайне низкими, любое удовлетворительное выступление создавало впечатление неожиданного успеха. В итоге ко 2 октября либералы снова возглавили опросы общественного мнения и уже не уступали лидирующей позиции до дня выборов. На самих выборах они получили большинство в Палате общин — 184 мандата из 338, на 150 мест больше, чем за четыре года до этого.

### 2015—2019
По итогам выборов 2015 года Трюдо-младший стал премьер-министром Канады, одновременно возглавив министерства межправительственных дел и по делам молодёжи. Кабинет Трюдо, включавший равное количество министров обоих полов, стал первым гендерно сбалансированным правительством в истории Канады.
В первые два года пребывания Трюдо на посту премьер-министра либеральный кабинет снизил подоходный налог на граждан со средним уровнем доходов, увеличив его для наиболее богатых слоёв населения. Были также внесены изменения в пенсионные программы, увеличившие как отчисления с доходов, так и выплаты после выхода на пенсию. Правительство ввело субсидии на детей для семей со средним и низким доходом. Хотя перед выборами Трюдо обещал, что бюджетный дефицит его правительства будет небольшим, это обещание либералы не сдержали. Не удалось им, как было обещано, и сбалансировать бюджет к 2019 году — году следующих федеральных выборов. С финансовыми аспектами были связаны и другие резонансные неудачи либерального кабинета — в частности, работавшая с большим количеством ошибок система платежей государственным служащим Phoenix, запущенная в 2016 году и до конца не отлаженная даже к выборам через три года. Ещё один скандал разразился в феврале 2019 года после отставки бывшего генерального прокурора Джоди Уилсон-Рейболд: выяснилось, что офис премьер-министра оказывал на Уилсон-Рейболд давление в связи с федеральным процессом против строительной фирмы SNC-Lavalin. Позднее Трюдо заявил, что добивался от генерального прокурора прекращения уголовного преследования фирмы, так как беспокоился, что 9000 её сотрудников в результате потеряют работу.

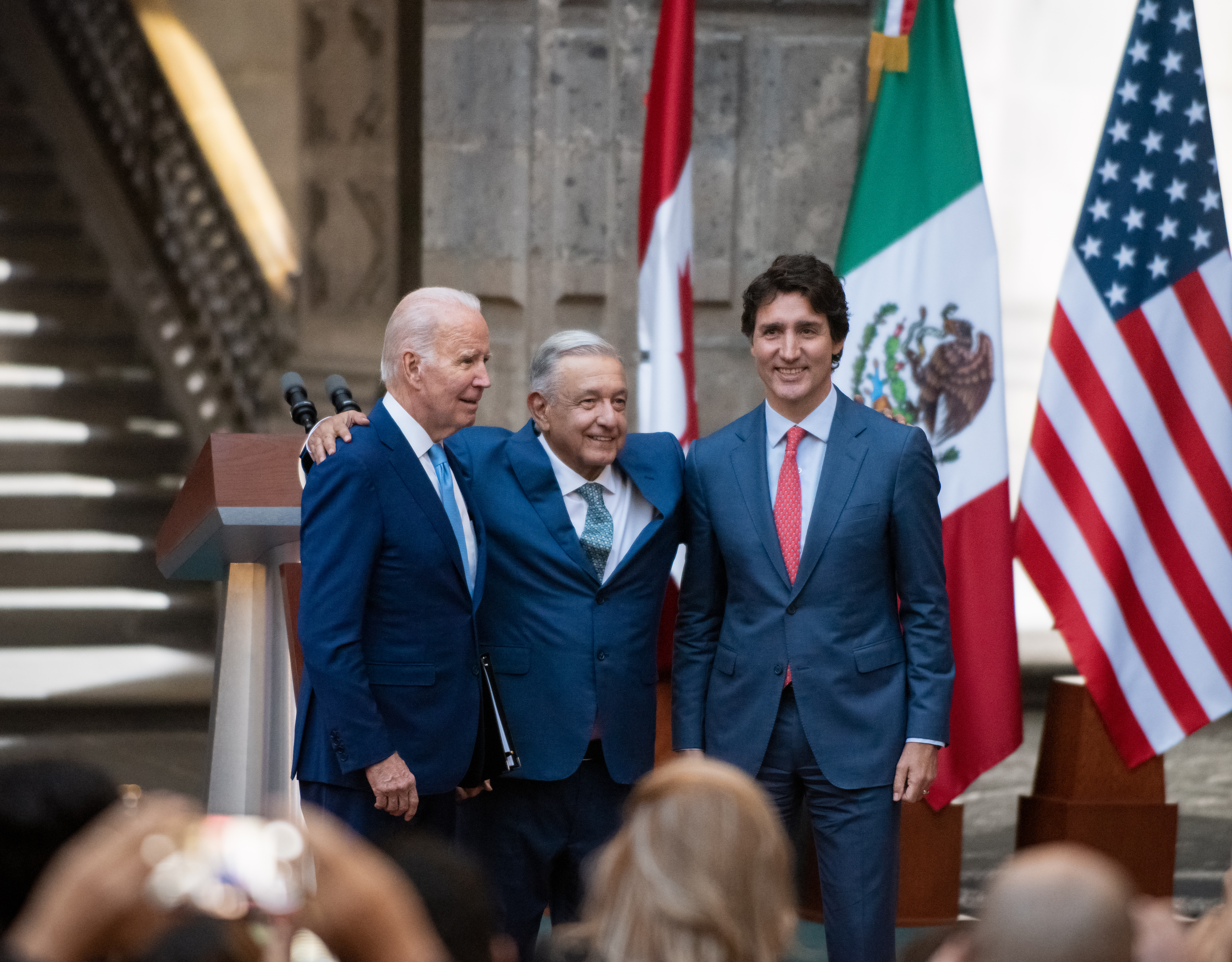
Лидеры США, Мексики и Канады, 10 января 2023

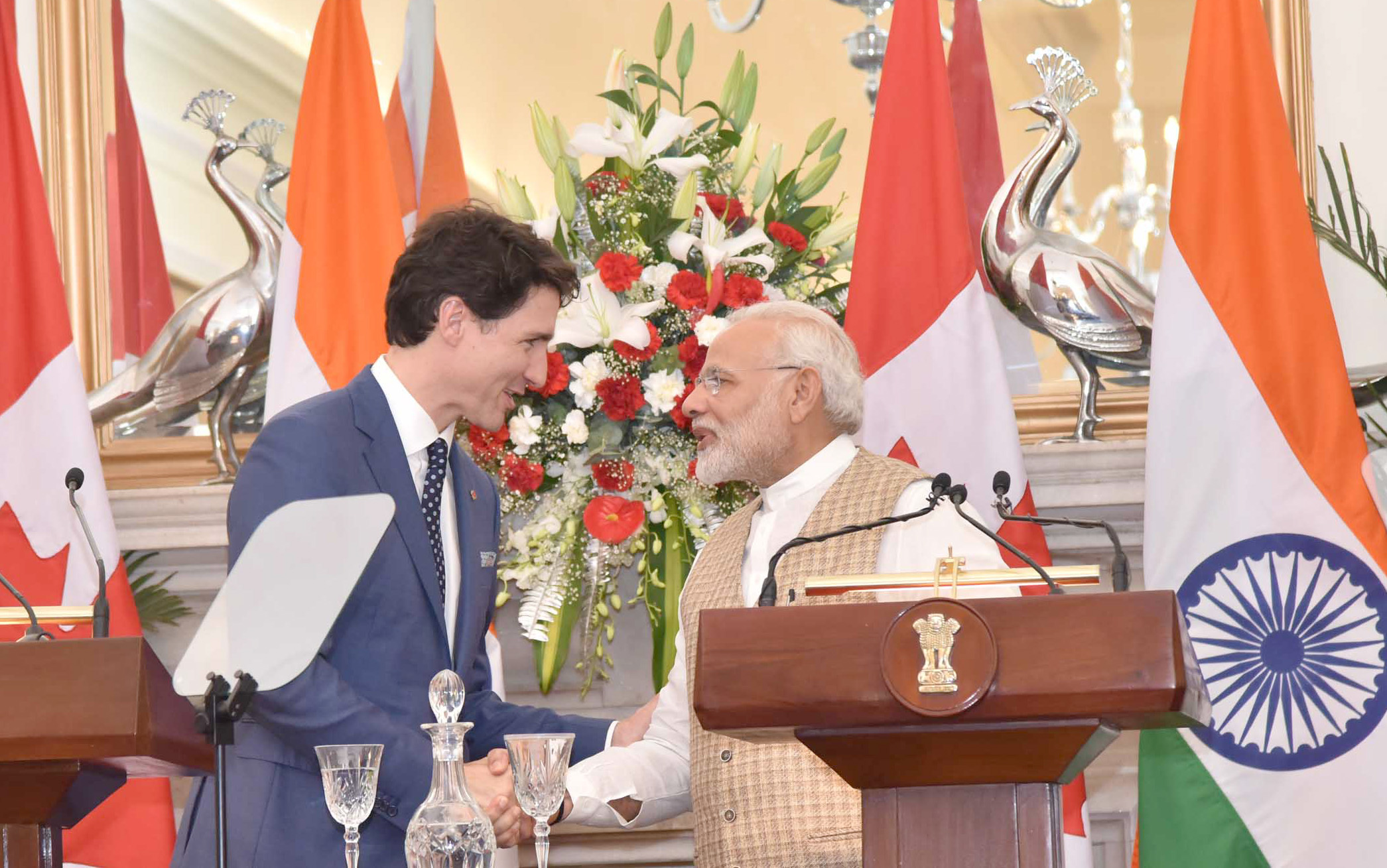
Трюдо и премьер-министр Индии Нарендра Моди, 23 февраля 2018

В области национальной обороны правительство Трюдо, как и предыдущие кабинеты, неоднократно откладывало обновление боевой техники, находящейся в распоряжении ВВС и ВМС страны. В международных отношениях Канада, США и Мексика подписали новое соглашение о свободной торговле, призванное заменить действующий договор НАФТА, пересмотра которого требовал президент США Дональд Трамп. В 2017 году премьер-министр Канады выступил с критикой положения с правами человека в Мьянме и на Филиппинах. Значительное освещение в прессе получил визит семейства Трюдо в Индию в начале 2018 года, обернувшийся политическим скандалом: как выяснилось, среди людей, которых принял в ходе визита премьер-министр, был и активист сикхского сепаратистского движения, обвиняемый в связях с террористами. Активизм кабинета Трюдо в области продвижения в мире права женщин на аборт осложнил отношения Канады со странами с консервативными традициями, составляющими значительную часть так называемой Группы 77.
Выполняя предвыборные обещания в гуманитарной сфере, Канада приняла 40 тысяч сирийских беженцев. Были легализованы марихуана и ассистированный суицид. Правительство также сформировало Национальную комиссию по расследованию исчезновений и убийств женщин и девушек коренных народов (англ. National Inquiry into Missing and Murdered Indigenous Women and Girls); в выводах, представленных комиссией в 2019 году, действия канадских правительств по отношению к коренному населению страны неоднократно были названы геноцидом. В рамках борьбы с глобальными изменениями климата кабинет Трюдо потребовал от провинций принять меры по снижению загрязнения атмосферы и в 2019 году ввёл федеральный налог на выбросы углекислого газа в четырёх провинциях, в которых к этому времени ещё не было такого налога. Защитники окружающей среды, однако, обвиняли правительство в непоследовательной политике в связи с тем, что оно утвердило проект нефтепровода из Альберты в Британскую Колумбию через Скалистые горы. Этот шаг рассматривался как поддержка компаний, ведущих разработку битуминозных песков в Альберте.
Перед выборами 2015 года Либеральная партия обещала в случае победы организовать реформу избирательной системы и ликвидировать историческую систему относительного большинства, при которой большинство в парламенте обычно получает партия, не собравшая половины голосов избирателей. В 2017 году, однако, было объявлено, что избирательной реформы не будет ввиду отсутствия общественного интереса. Этот отказ от предвыборного обещания вызвал общественную критику. В то же время Трюдо учредил комиссию, уполномоченную давать рекомендации по назначению новых членов Сената не по партийному признаку, а по совокупности заслуг. В следующие два года число независимых сенаторов превысило число сенаторов от Консервативной партии, ранее представлявших самую большую фракцию в верхней палате парламента Канады.
В качестве премьер-министра Трюдо неоднократно выступал с извинениями за совершённые в истории Канады несправедливости, среди которых были обращение с учащимися индейских интернатов, дискриминация государственных служащих на основании их половой ориентации, отказ принять в 1914 году иммигрантов из Восточной Азии, прибывших на судне Komagata Maru, и еврейских беженцев из Европы в 1939 году, прибывших на судне St. Louis. В то же время сам премьер-министр в 2017 году был признан государственным комиссаром по этике виновным в нарушении правил о конфликте интересов. Это было связано с тем, что Трюдо с семьёй провёл отдых на частном острове бизнесмена Ага-хана, чей канадский фонд до этого получил финансирование от правительства страны. Вторично комиссар по этике признал Трюдо виновным в нарушении этих же правил в 2019 году, когда вскрылись обстоятельства давления на генерального прокурора в связи с делом компании SNC-Lavalin. Таким образом, Трюдо стал первым в истории Канады премьер-министром, дважды официально уличённым в нарушении принципов этики государственного управления.

### 2019—2021
В октябре 2019 года состоялись очередные выборы в парламент Канады. Политический рейтинг Либеральной партии, серьёзно пострадавший после февральского скандала вокруг дела SNC-Lavalin, начал улучшаться к лету 2019 года. Однако во время предвыборной кампании в СМИ попал ряд фотографий и видеозаписей, на которых Трюдо представал в этническом гриме — действия, к концу 2010-х годов рассматриваемые как форма расизма. Материалы относились ко времени учёбы будущего премьер-министра в старших классах, а также к периоду преподавания в ванкуверской школе. В связи с публикацией этих материалов Трюдо принёс извинения представителям расовых меньшинств в Канаде. В день выборов либералы получили 33 % голосов избирателей против 34 % у консерваторов и потеряли большинство в Палате общин, но сумели остаться крупнейшей партией в парламенте со 157 мандатами. Сам Трюдо также выиграл выборы в своём округе. Среди предвыборных обещаний Либеральной партии было дальнейшее увеличение федерального бюджетного дефицита (который в 2020 году должен был превысить 1 % валового внутреннего продукта).
В начале 2020 года Трюдо, пытаясь заручиться поддержкой стран третьего мира кандидатуры Канады на место непостоянного члена Совета Безопасности ООН, предпринял турне по Африке, страны которой получают около 40 % внешней экономической помощи, заложенной в бюджет Канады. Тем не менее на голосовании в июне Канада проиграла Норвегии и Ирландии, и Трюдо, вслед за Харпером в 2010 году, не удалось получить для своей страны места в Совете Безопасности.
В июле 2020 года Трюдо и министр финансов Билл Морно оказались в центре скандала вокруг правительственного контракта с благотворительной организацией We. Выяснилось, что, хотя семья Трюдо имеет давние связи с We и получала деньги за выступления в поддержку организации, а дочь Морно в ней работала, оба министра участвовали в принятии решения о предоставлении We на внеконкурсной основе контракта на сумму 43,5 млн долларов. Контракт был расторгнут, Трюдо и Морно принесли публичные извинения, а комиссия по этике начала очередное расследование против премьер-министра.

### 2021—2025
В августе 2021 года, когда Либеральная партия имела большое преимущество перед соперниками в опросах общественного мнения, правительство Трюдо объявило досрочные парламентские выборы. Однако граждане отрицательно отнеслись к идее досрочных выборов в разгар кризиса в канадском здравоохранении, и в итоге после 36-дневной кампании, обошедшейся государству в 600 млн долларов, состав парламента практически не изменился: у Трюдо снова оказалось достаточно мандатов для формирования правительства меньшинства, но значительно увеличить представительство его партии не удалось. Консерваторы под руководством Эрина О’Тула также не смогли усилить свою фракцию в Палате общин. В этих условиях Либеральная партия и НДП в марте 2022 года заключили соглашение, согласно которому парламентская делегация новых демократов будет обеспечивать поддержку правительству Трюдо до 2025 года. Взамен либералы пообещали реализовать некоторые ключевые пункты программы НДП, в частности, в области общедоступного медицинского обслуживания.
В 2022 году, в ходе протестов дальнобойщиков в центре Оттавы и на пограничных переходах с США, правительство Трюдо впервые за более чем 52 года объявило чрезвычайное положение. Расходы государства в условиях пандемии COVID-19 и после неё заметно выросли. В период между финансовым 2015/2016 и 2022/2023 годом объём вложений в правительственные программы в Канаде вырос с 13,2 % до 15,8 % валового внутреннего продукта; вырос также дефицит бюджета, поскольку новые затраты не компенсировались ростом собираемых налогов.
В июне и сентябре 2024 года на довыборах в Палату общин либералы проиграли в двух округах, в которых до этого уверенно побеждали на протяжении долгого времени. В ноябре либералы при поддержке НДП провели в парламенте решение о двухмесячной паузе в сборе федерального налога на добавленную стоимость, однако большинство канадцев восприняли этот шаг всего лишь как предвыборный ход, который только укрепил их в отрицательной оценке кабинета Трюдо. К концу года поддержка Либеральной партии в опросах общественного мнения в Канаде опустилась до рекордно низких показателей. Так, в опросе Института Энгуса Рида, результаты которого были опубликованы 30 декабря, за либералов собирались голосовать только 16 % респондентов — самый низкий уровень поддержки за 157 лет; в том же опросе основных соперников из Консервативной партии планировали поддержать 45 % респондентов, а НДП — 21 %. В середине декабря неожиданно ушла с поста министр финансов Христя Фриланд, в письме об отставке резко критиковавшая «дорогостоящие политические трюки» правительства Трюдо, которые, по её мнению, страна не могла себе позволить в условиях ужесточающейся тарифной политики США. Внутри Либеральной партии набирали силу сторонники отставки премьер-министра.
При правительстве Трюдо Канада столкнулась с экономическими трудностями. Федеральный долг Канады почти удвоился и достиг 1236 миллиардов долларов в 2024 году по сравнению с 619 миллиардами долларов в 2015 году. В апреле 2024 года государственный долг Канады составлял 104,7 % ВВП. Хотя к апрелю 2024 года среднегодовой рост ВВП в Канаде при правительстве Трюдо достигал 1,6 %, с учётом роста населения он составлял только 0,3 % в год - меньше, чем при любом из четырёх предшествующих премьер-министров. С поправкой на инфляцию уровень жизни канадцев, измеряемый реальным ВВП на душу населения, в 2023 году был ниже, чем в 2014 году
6 января 2025 года политическое давление возымело действие, и Трюдо объявил о своем намерении подать в отставку с поста лидера Либеральной партии. Он рекомендовал генерал-губернатору приостановить работу парламента до 24 марта 2025 года, пока не будет избран новый лидер либералов; Трюдо останется лидером Либеральной партии, пока не будет определён новый лидер, после чего он уйдет с поста премьер-министра.
9 марта 2025 года новым лидером Либеральной партии избран Марк Карни. 14 марта Карни был приведён к присяге как премьер-министр, и Трюдо официально сложил полномочия.

## Взгляды

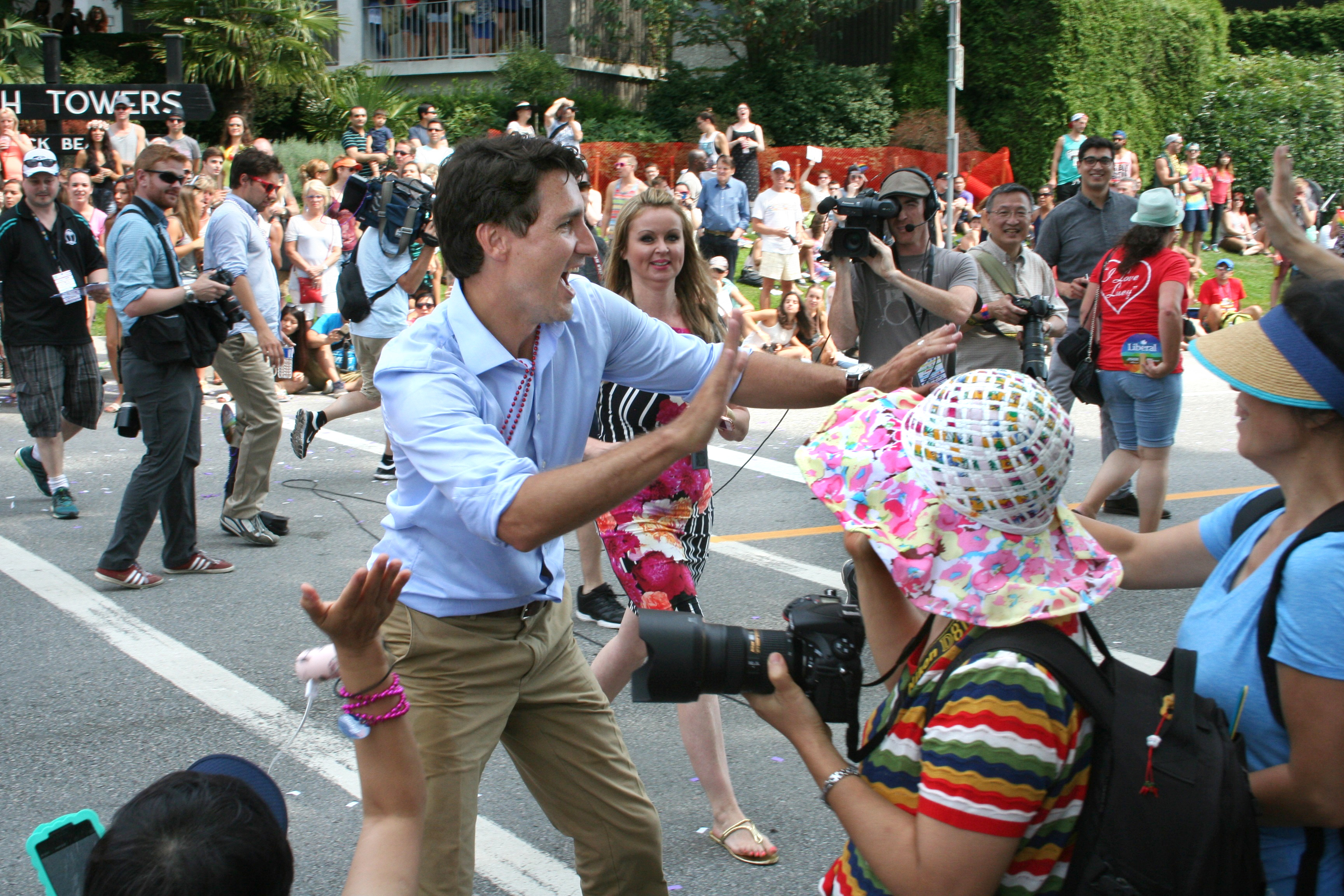
Трюдо на ЛГБТК-фестивале в Ванкувере

Характеризовал деятельность канадского консервативного правительства Стивена Харпера по иммиграционной политике как работу против канадских интересов, по этому поводу отмечал: «Вы не должны отметать такие факторы, как сострадание, сочувствие, если вы подыскиваете лучших работников. Нам нужны граждане страны, а не временные работники компании». Выступал за заметное смягчение законодательства в этой области в плане воссоединения семей.
Заявлял, что так называемое «Исламское государство» не представляет угрозы глобальной безопасности, полагая, что, кроме отправки в Ирак истребителей CF-18, были и другие варианты помощи: «Канада, например, может предложить и осуществить перевозку стратегических грузов, тренировку персонала, медицинскую и гуманитарную поддержку».
Жёсткий сторонник права женщин на аборты, считает, что выступающий против не может быть членом Либеральной партии.
В ходе предвыборных дебатов в октябре 2015 года высказался насчёт своих планов по планированию бюджета: «Наш выбор иной — три года незначительного дефицита, чтобы помочь детям и вытянуть 315 000 малышей из нищеты. Увеличение налогов для тех, кто занимает руководящие должности, сокращение налогов для среднего класса, инвестиции в размере $ 60 миллиардов в инфраструктуру страны».

## Личная жизнь

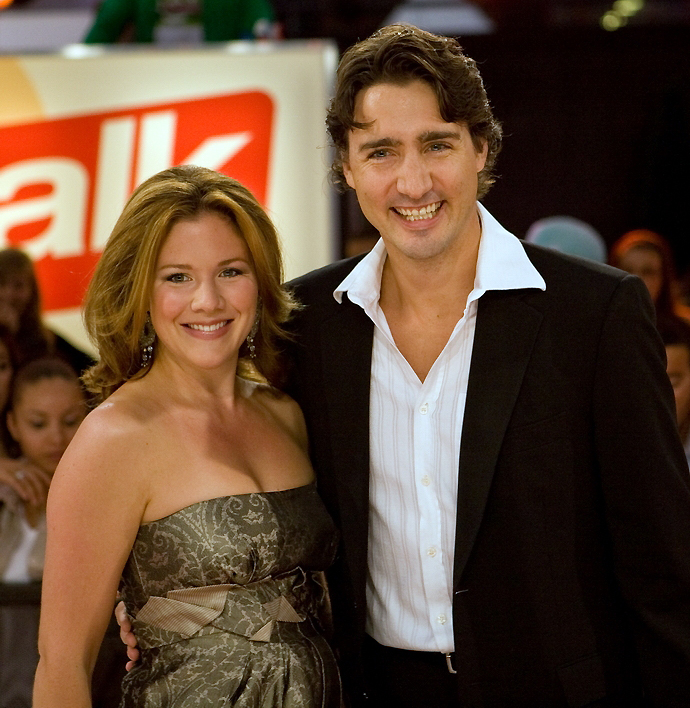
Трюдо и его жена Софи Грегуар на Кинофестивале в Торонто (2008)

Родители развелись, когда ему было 6 лет. Братья — Александр (р. 25.12.1973, журналист и режиссёр-документалист) и Мишель (2.10.1975 — 13.11.1998, студент, при катании на лыжах погиб в результате схода лавины, тело так и не было найдено).
В 2003 году Джастин Трюдо начал встречаться с подругой детства Мишеля Софи Грегуар, работавшей ведущей английских и французских теле- и радиопрограмм в Квебеке. Джастин и Софи поженились 28 мая 2005 года, в этом браке родились трое детей:
- сын Ксавье Джеймс (18.10.2007);
- дочь Элла-Грэйс Маргарет (05.02.2009)[43];
- сын Адриан (28.02.2014)[44].

В августе 2023 года Трюдо и Софи Грегуар публично объявили, что заключили соглашение о раздельном проживании.
Интерес СМИ вызывают разные аспекты личности Трюдо — от его раскованного стиля до способности ответить на вопрос о квантовом компьютере. В 2007 году снялся в мини-сериале CBC «Великая война» («The Great War»), посвящённом канадскому участию в Первой мировой, в котором сыграл роль майора Тэлбота Папино, павшего в битве при Пашендейле. В 2012 году внимание СМИ привлёк благотворительный боксёрский матч между Трюдо и сенатором от Консервативной партии Патриком Бразо. Благодаря этому матчу, пятому в ежегодной серии Fight for the Cure, были собраны 200 тысяч долларов для Оттавского регионального фонда борьбы с раком. В третьем раунде боя Трюдо была присуждена победа техническим нокаутом.
В видеоигре «Deus Ex: Human Revolution» есть отсылка к премьер-министру Канады с фамилией «Трюдо».

## Награды и звания
- Член Тайного совета короля для Канады[4]
- Рыцарь Большого креста ордена Плеяды (2019)[4]
- Медаль Бриллиантового юбилея королевы Елизаветы II (2012)[51]
- Орден Свободы (23 августа 2024, Украина) — за выдающиеся личные заслуги в укреплении украинско-канадского межгосударственного сотрудничества, поддержку государственного суверенитета и территориальной целостности Украины[52]

Джастин Трюдо — почётный доктор Эдинбургского университета и почётный доктор права Нью-Йоркского университета.